# Synagoge (Kallstadt)
Die Synagoge in Kallstadt wurde 1837 in der Neugasse 10 errichtet. Sie wurde bis 1900 genutzt. 1918 wurde sie versteigert. Nach einem Umbau wurde das Gebäude bis 1994 als Wohn- und Kelterhaus mit Scheune genutzt und zwischen 1994 und 1996 renoviert und zu einem reinen Wohnhaus umgebaut. Seit 1985 steht die ehemalige Synagoge unter Denkmalschutz.

## Geschichte
Eine Synagoge bestand in Kallstadt bereits vor 1837. Da sich diese allerdings in einem sehr schlechten baulichen Zustand befand, wurde im Jahr 1827 der Neubau einer Synagoge beschlossen und beantragt. Im April des Jahres 1827, nachdem das Fundament und die Umfassungsmauer fertiggestellt waren, stoppten die Behörden den weiteren Bau, da dieser noch nicht genehmigt war und auch keine Pläne vorlagen. 1829 reichte der von der Kultusgemeinde beauftragte Baupraktikant Schwarzenberger einen Bauplan bei den Behörden ein, der nicht nur wegen technischer Mängel (unter anderem war der Untergrund zu sumpfig und die Umfassungsmauer baulich zu schwach ausgelegt) abgelehnt wurde. Vielmehr verwies die königliche Regierung bei der Ablehnung dieses Antrages zusätzlich daraufhin dass: „bei all diesem […] auch noch der Neubau in der Anforderung des israelitischen Kultus namhaft zurück[bliebe], da die Bundeslade nach Osten stehen, die Hauptthüre nach Westen dieser gegenüber angebracht und für die Frauen ein besonderer Eingang vorhanden sein soll.“ Schwarzenberger hatte in seinem Entwurf den Toraschrein in der Mitte des Betsaals und zudem nach Norden hin ausgerichtet eingeplant. Für die Frauen war kein eigener Bereich eingeplant. Nach den Plänen von Schwarzenberger hätten diese links und rechts an den Wänden des Betsaals und nur durch eine Balustrade von den Männern getrennt, Platz genommen. Der zweite von Schwarzenberger im Jahr 1832 eingereichte Bauplan wurde ebenfalls wegen technischer Mängel abgelehnt. 1835 reichte dann der zwischenzeitlich beauftragte Bauschaffner Jung einen dritten Bauentwurf ein. Dieser wurde ebenfalls abgelehnt, diesmal da er nicht den ästhetischen Anforderungen entsprechen würde. Der vierte Entwurf stammte von August von Voit, der bereits 1832 die Pläne für die Synagoge Rülzheim erstellt hatte. Voit reichte diesen im Januar 1836 beim Innenministerium in Bayern ein. Bereits im April lag dann die Genehmigung vor. Die Bauarbeiten wurden unverzüglich aufgenommen und im Sommer 1837 war die Synagoge fertiggestellt. Die Baukosten beliefen sich auf über 3000 Gulden. 1893/1894 konnten mit dem Erlös des Verkaufes der Synagoge Freinsheim bereits seit 1890 anstehende Renovierungsarbeiten durchgeführt werden. Nachdem die Synagoge bereits einige Jahre nicht mehr genutzt worden war, da die wenigen verbliebenen jüdischen Einwohner seit 1900 der jüdischen Gemeinde Dürkheim zugeordnet waren, wurde die Synagoge 1918 versteigert. Der neue Besitzer baute die Synagoge zu einem Wohn- und Kelterhaus mit Scheune um. In dieser Funktion wurde es bis 1994 genutzt. Zwischen 1994 und 1996 erfolgte dann ein neuerlicher Umbau zu einem noch heute genutzten reinen Wohnhaus. Seit 1985 steht das Gebäude unter Denkmalschutz.

## Gebäude
Bei dem Gebäude handelt es sich um einen klassizistisch gegliederten Sandsteinbau mit Satteldach. Eine Besonderheit stellt der ägyptisierende Stil der Synagoge dar. Sie stellt gemeinsam mit der, ebenfalls von August von Voit geplanten Synagoge in Rülzheim, eines der wenigen Beispiele für diesen Stil in Rheinland-Pfalz dar. Im Erdgeschoss lag ein Vorraum mit Treppe zum Obergeschoss. Hinter dem Vorraum lag der Betsaal. Über dem Vorraum befand sich im Obergeschoss der Schulraum, dahinter lag die, wahrscheinlich über drei Wände verlaufende, Frauenempore. Der Eingang befand sich auf der westlichen Giebelseite und verfügte über eine Verdachung. Darüber lagen die drei Fenster des Schulsaals und ein weiteres Fenster unter dem Giebel. Im Obergeschoss befand sich an den beiden Seitenwänden je ein Fenster das für Lichteinfall auf der Frauenempore sorgte. Alle Fenster verfügten über Fensterbänke die auf je zwei Podesten ruhten. Die Flachbögen der Fenster waren oben abgeknickt und verfügten über ägyptisierende, sich nach oben verjüngenden Ausschrägungen. Die Trennung von Schulsaal und Vorraum vom Betsaal ist auch in der Fassade anhand von Steinkanten in der Fassade ersichtlich. Trotz der Umbauten sind im Innenbereich noch einige Reste der Decken- und Wandmalereien erhalten. Von den Fassaden ist nur die Westfassade mit dem Eingangsportal vollständig unverändert erhalten geblieben.

## Jüdische Gemeinde Kallstadt
Die jüdische Gemeinde in Kallstadt bestand seit dem 18. Jahrhundert. Um 1900 war die Mitgliederzahl der jüdischen Gemeinde soweit zurückgegangen, dass das zur Durchführung des Gottesdienstes erforderliche Minjan nicht mehr erreicht wurde. Daraufhin wurden die verbliebenen jüdischen Einwohner der jüdischen Gemeinde Dürkheim zugewiesen und die Gemeinde aufgelöst. Die Gemeinde gehörte zum Bezirksrabbinat Frankenthal.